# Давным-давно (пьеса)
«Давным-давно» (другое название — «Питомцы славы») — пьеса Александра Гладкова, написанная в 1940 году и впервые поставленная в 1941 году. Героическая комедия в стихах.
Переведена на многие языки и много лет идёт на сценах разных театров. Режиссёр Алексей Дмитриевич Попов был удостоен Сталинской премии (1943 год) за постановку пьесы. Экранизирована Эльдаром Рязановым под названием «Гусарская баллада» (1962 год).

## Из истории создания пьесы
Сам автор написал о создании «Давным-давно» такие строки:

Когда мы с братом были маленькими, мама прочитала нам за две зимы вслух «Дети капитана Гранта» и «Войну и мир». Светосила детского воображения такова, что мне потом часто казалось, что я помню 1812 год; не книгу, не роман, а именно 1812 год с людьми, красками, звуками — помню, вижу, слышу, как нечто реально бывшее в моей жизни. Поэтому когда осенью 1940-го я задумал написать пьесу о 1812 годе, то каким-то образом в моем воображении соединились в одно давние впечатления о «Детях капитана Гранта» и «Войне и мире», и я понял, что хочу написать очень веселую пьесу. <…> В процессе работы у меня был свой «рабочий эпиграф». Он красовался на титульном листе пьесы, но, когда она пошла в отдел распространения и в печать, я снял его. Этот эпиграф — две строчки из стихов Дениса Давыдова: «Роскошествуй, веселая толпа, в живом и братском своеволье!» — как мне казалось, удивительно точно выражал дух «Давным-давно», её живопись, гармонию, но началась война и переакцентировала направленность пьесы.

Сначала пьеса имела название «Питомцы славы».
Существует мнение, что прототип Шуры Азаровой — кавалерист-девица Надежда Дурова. Сам Гладков это отрицал.

## Сюжет
Действие происходит в 1812 году. Юная Шура, воспитанница отставного майора Азарова, заочно помолвлена с поручиком Дмитрием Ржевским. Он приезжает в поместье майора к 17-летию невесты, но совсем не рад предстоящей (и первой) встрече с Шурой, заранее представляя её избалованной жеманной модницей. На маскарад, посвящённый её дню рождения, она надевает гусарский мундир, и поручик принимает её за юношу-военного.
Пользуясь случаем, Шура представляется своему суженому корнетом Азаровым, своим собственным кузеном. Ржевский откровенничает перед братом-гусаром, и таким образом Шура узнаёт, как её жених относится к своей невесте и к предстоящей свадьбе. Затем она выходит к поручику в женском наряде, притворно жеманясь и оправдывая его наихудшие ожидания. Во время бала в дом приезжают курьеры с известием о начале войны. Поручик, как и все военные, быстро уезжает — он должен вернуться в свой полк. Шура не намерена оставаться дома с рукоделием и этой же ночью убегает из дома в мундире корнета — сражаться за Родину. Лихо ездить верхом и метко стрелять она умеет — эти занятия всегда нравились ей больше игры в куклы. В армии Шура опять превращается в корнета Азарова. Зимой в партизанском отряде она встречает поручика, а через некоторое время между ними вспыхивает ссора, которая должна привести к неминуемой дуэли.

## Проблема авторства
В своей книге воспоминаний Эльдар Рязанов рассказывает, что при подготовке экранизации пьесы «Давным-давно» (1962 год) у него состоялся разговор с Юрием Шевкуненко, известным тогда драматургом и директором Второго творческого объединения киностудии «Мосфильм». Шевкуненко в 1942 году участвовал (как актёр Театра Красной армии) в постановке пьесы и, по его словам, тогда было замечено, что А. Гладков уклонялся от всех просьб внести в текст пьесы даже самые ничтожные переделки:
«У нас в театре, тогда в Свердловске, во время репетиций, у всех сложилось мнение, что пьесу написал не Гладков.»
При написании сценария фильма «Гусарская баллада» Рязанов попросил Гладкова дописать несколько мелких эпизодов, тот пообещал это сделать и скрылся на несколько месяцев. Долгие уговоры ни к чему не привели, кроме новых обещаний, и Рязанову пришлось дописать стихи для текста сценария самому.
В своей книге Рязанов выразил мнение, что Гладков не был автором пьесы, а также высказал предположение, что «Гладков получил эту пьесу в тюрьме от человека, который никогда не вышел на свободу» (предположение о пребывании Гладкова в тюрьме до войны оспаривается С. Шумихиным.
В интервью 2009 года Рязанов подтвердил свою уверенность, что настоящий автор пьесы — не Гладков. Однако прямых подтверждений эта версия не имеет.

## Постановки пьесы

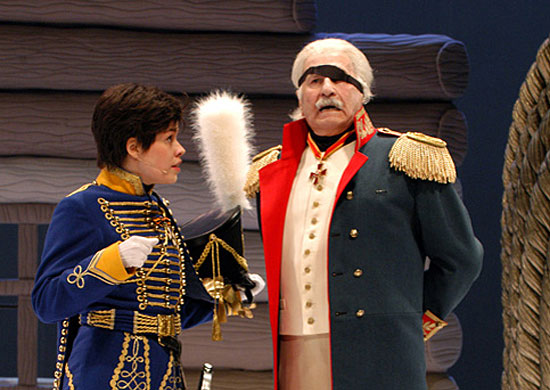
Спектакль «Давным-давно» А. К. Гладкова. Театр Российской армии. 2015. Шурочка — Т. Б. Морозова, Кутузов — народный артист СССР В. М. Зельдин.

- август 1941 — радиопостановка. Актёры Мария Бабанова (Шурочка Азарова), Дмитрий Орлов и Сергей Мартинсон читали пьесу в прямом эфире. Звучала она из уличных репродукторов между фронтовыми сводками[6].
- 1942 — Ташкент, Театр Революции (Шурочка Азарова — Мария Бабанова).
- 7 ноября 1941 — осаждённый Ленинград (под названием «Питомцы славы»), Театр Николая Акимова (Шурочка Азарова — Елена Юнгер).
- эвакуация 1942 (Свердловск), Театр Красной Армии; режиссёр — Алексей Попов, композитор — Тихон Хренников. Шурочка Азарова — Любовь Добржанская.
- в 1962 году был снят фильм «Гусарская баллада»; режиссёр — Эльдар Рязанов. Композитор — Тихон Хренников. Шурочка Азарова — Лариса Голубкина[7].
- 1964 — Театр Советской Армии. Режиссёр — Алексей Попов. Композитор — Тихон Хренников (в главной роли — Лариса Голубкина).
- 4 апреля 1979 — Театр оперы и балета им. Кирова (Ленинград). Балет «Гусарская баллада» Тихона Хренникова. (Художественный руководитель — Олег Виноградов, хореограф — Дмитрий Брянцев).
- 30 марта 1980 — Большой театр (Москва) — балет «Гусарская баллада». (Художественный руководитель — Олег Виноградов, хореограф — Дмитрий Брянцев)[8].
- 2005 — Театр Российской армии. Режиссёр-постановщик — Борис Морозов. Композитор — Тихон Хренников (в главной роли — Татьяна Морозова)[9].